# Sinometa besucheti
Sinometa besucheti es una especie de coleóptero de la familia Cantharidae.

## Distribución geográfica
Habita en Turquía.